# Generation Cancellation
«Generation Cancellation» (с англ. — «Отмена поколения» или «поколение отмены») — песня российской панк-поп-рэйв-группы Little Big, выпущенная 24 июня 2022 года вместе с антивоенным клипом. Следом за музыкальным релизом группа объявила о своей эмиграции из России в Лос-Анджелес, США.

## Музыкальное видео
Музыкальный видеоклип вышел одновременно с песней 24 июня 2022 года на YouTube, являющийся антивоенным протестом против вторжения России на Украину; в описании к видеоклипу содержится призыв остановить военные действия на Украине — «Война не окончена. Остановите войну в Украине. Остановите войны во всём мире. Никто не заслуживает войны». Среди кадров в клипе, «чередуются кадры с изображением мужчин в костюмах за шахматной доской, на которой в роли фигур выступают военные; людей, чьи головы подключены через трубы к телевизору, людей с закрытыми на „молнию“ ртами», пишет РБК. В конце ролика персонаж в образе политика нажимает на красную кнопку Cancel (с англ. — «Отмена»), после чего солисты группы предстают в образе Адама и Евы голыми.
«Злые политики, ракеты, фейки из телевизора — это клип с несложным посылом», рецензирует видеоклип музыкальный портал The Flow.
За первые 8 часов видеоклип посмотрели более 500 тысяч раз.

## Реакция
Музыкальный продюсер Иосиф Пригожин в ответ на песню предложил лишить Little Big российского гражданства:
Что касается группы Little Big, то тут всё просто: люди малообразованные, переехали в США, «самое миролюбивое государство в мире», и пытаются рассказывать про пацифизм через свои ролики, в то время как, не побоюсь этого слова, Запад занимается геноцидом нашего народа. Стоило бы лишить их всех гражданства и забыть как страшный сонИосиф Пригожин
В ответ на предложение Пригожина, группа написала в Instagram: «У меня стоит на коленях тот, кто призывает лишить нас гражданства. Я знаю очень большой маленький секрет. Рассказать?», после чего Иосиф Пригожин призвал группу опубликовать компромат на себя.
Радиоведущий и публицист Михаил Шахназаров осудил группу за антивоенную песню. «Little Big антивоенную песню записали. Чуб хороший получился, а вот зачем он хуй за гитарой спрятал, понять не могу. Про музыку не пишу по той причине, что её там нет», написал журналист у себя в Telegram-канале.
Депутат Государственной думы Сергей Соловьёв заявил, что не понял посыл клипа, добавив, что «Надо чётко выбирать свою позицию». По мнению депутата, сюжет клипа получился туманным.
Журналист и блогер Илья Варламов прокомментировал отъезд группы из России:
Пока наши политики врут, что русскую культуру за границей все «отменяют», настоящая современная русская культура утекает за рубеж, а Россия останется со всякими Газмановыми и Басковыми […] Уход Little Big — это ещё один пример того, как русская культура огромным бурлящим потоком покидает страну. И без всякой «культуры отмены», о которой говорят по телевизору. Ещё совсем недавно они были гордостью нашей страны, а сегодня они уезжают, потому что не могут мириться с политикой государстваИлья Варламов